# Gobiopsis liolepis
Gobiopsis liolepis là một loài cá biển thuộc chi Gobiopsis trong họ Cá bống trắng. Loài này được mô tả lần đầu tiên vào năm 1931.

## Từ nguyên
Từ định danh liolepis được ghép bởi hai âm tiết trong tiếng Hy Lạp cổ đại: leîos (λεῖος; “mượt mà”) và lepís (λεπίς; “vảy cá”), hàm ý có lẽ đề cập đến vảy lược bao phủ loài cá này.

## Tình trạng phân loại
Gobiopsis aporia đã được công nhận là một danh pháp đồng nghĩa của G. liolepis.

## Phân bố và môi trường sống
Từ biển Andaman, G. liolepis có phân bố trải dài về phía đông đến đảo New Guinea, ngược lên phía bắc tới Nam Nhật Bản, xa về phía nam đến Úc. Ở Việt Nam, loài này được biết đến tại vịnh Nha Trang (dưới danh pháp G. aporia).

## Mô tả
Chiều dài chuẩn lớn nhất được ghi nhận ở G. liolepis là 4,4 cm (thuộc về mẫu lectotype).
Số gai vây lưng: 7; Số tia vây lưng: 10; Số gai vây hậu môn: 1; Số tia vây hậu môn: 9; Số tia vây ngực: 20–21, Số vảy đường bên: 36–42.